# 叶植进
叶植进（1921年—2014年4月2日），广东丰顺人，中华民国军事人物。
毕业于黄埔军校6分校18期3总队步科学员，后参加国民革命军71军195师参谋，参加台儿庄战役。后参加52军195师，进入中国远征军，因战功获芷江受降纪念章。2014年4月去世。